# Aspina
Aspina is een geslacht van vlinders van de familie van de zakjesdragers (Psychidae). De wetenschappelijke naam van dit geslacht is voor het eerst voorgesteld door Igor Vasilii Kozhanchikov in een publicatie uit 1960.
Dit geslacht is monotypisch, dat wil zeggen dat het maar één soort heeft namelijk Aspina luteiventris Kozhanchikov, 1960, die in China voorkomt.